# Præsidentvalget i Tyskland 1954
Forbundsforsamlingen i Tyskland genvalgte 17. juli 1954 Theodor Heuss som Forbundspræsident, med 871 af 987 afgivne stemmer. Afstemningen blev afholdt i Berlin.
Heuss' kandidatur blev støttet af en koalition af CDU/CSU og FDP som også havde flertal i Forbundsdagen. Imidlertid opstillede SPD ikke nogen modkandidat ved valget, som dermed blev afgjort efter bare én valgrunde.
Berlin blev valgt som mødeplads som følge af folkeopstanden i DDR 17. juni 1953. Formålet var at styrke båndene mellem Vest-Tyskland og Vest-Berlin.
Forslaget om krigsforbryderen Karl Dönitz blev mødt med flere protester. KPD-repræsentanten Max Reimann kaldte Theodor Heuss for «en ulykke for det tyske folk» og pådrog sig ordensstraf af Forbundsdagspræsident Hermann Ehlers.
| Valgrunde    | Kandidat                          | stemmer | %      | Parti            |
| ------------ | --------------------------------- | ------- | ------ | ---------------- |
| 1. Valgrunde | Theodor Heuss                     | 871     | 85,6 % | FDP              |
| 1. Valgrunde | Alfred Weber                      | 12      | 1,2 %  | foreslått av KPD |
| 1. Valgrunde | Konrad Adenauer                   | 1       | 0,1 %  | CDU              |
| 1. Valgrunde | Karl Dönitz                       | 1       | 0,1 %  |                  |
| 1. Valgrunde | Louis Ferdinand Prinz von Preußen | 1       | 0,1 %  |                  |
| 1. Valgrunde | Marie Elisabeth Lüders            | 1       | 0,1 %  | FDP              |
| 1. Valgrunde | Ernst-August von Hannover         | 1       | 0,1 %  |                  |
| 1. Valgrunde | Franz-Josef Wuermeling            | 1       | 0,1 %  | CDU              |

| Valg | Spire Denne valgsartikel er en spire som bør udbygges. Du er velkommen til at hjælpe Wikipedia ved at udvide den. |